# Отруєння талієм
Талій та його сполуки є високотоксичними. Попадання талію на шкірні покриви є досить небезпечним. При плавці металу слід забезпечити достатню вентиляцію. Більшість  сполук талію (I) добре розчиняються у воді і легко проникають через шкіру. Вплив талія не повинен перевищувати 0,1 мг на 1 м2 при 8-годинному дні (40-годинному робочому тижні). Існує думка, що талій є канцерогеном для людського організму.

## Опис
Однією з причин високої токсичності талію є те, що коли він у вигляді одновалентного іона (Tl+) присутній у водному розчині і показує певну схожість з катіонами деяких лужних металів, особливо калію (у вигляді схожого атомного радіуса) і таким чином потрапляє в організм через шлях калію. Інші хімічні властивості талію сильно відрізняються від властивостей лужних металів, наприклад його висока тяга до лігандів сірки. Завдяки цьому талій зв'язує сірку в багатьох клітинних процесах (наприклад, в осадах цистеїну і в ферредоксинах). Талій використовувався (в даний час використання у багатьох країнах припинено) як щуряча і мурашина отрута.
Особливою ознакою отруєння талієм є випадання волосся (з цієї причини талій спочатку використовувався як депілятор, поки не було доведено що він токсичний) та пошкодження периферичних нервів (жертви можуть відчувати відчуття ходіння по гарячому вугіллю), хоча втрата волосся, загалом, відбувається тільки при низьких дозах талію. При високих дозах талій вбиває жертву раніше, ніж відбувається випадання волосся. Колись талій був ефективним знаряддям для вбивства, до розпізнання його впливу і відкриття протиотрути — берлінської лазурі. Талій був названий «отрутою отруйника», оскільки він не має ні смаку, ні кольору, ні запаху, діє повільно, безболісно і викликає широку гаму симптомів, властивих іншим захворюванням і станам.
Для видалення талію (як радіоактивного так і нормального) з людського організму використовується берлінська лазур, яка виступає як іонний замінник, що поглинає талій. Щодня вживається по 20 г блакиті всередину, вона проходить через травну систему і виходить з організму з калом. Для видалення талію із сироватки крові також використовуються гемодіаліз і гемоперфузія. На пізніх стадіях лікування використовується калій для виведення талію з плоті.
Сульфат талію, безбарвний і без смаку, також застосовувався отрутою для щурів і мурах, але в 1975 році його використання в США та в багатьох інших країнах було заборонено з міркувань безпеки.
У разі клінічної ситуації отруєння або розслідування смерті за підозрілої причини оцінюється концентрація талію. У звичайному випадку рівень талія в крові і в сечі не перевищує 1 мкг на літр, але у тих, хто вижив після гострих отруєнь, рівень становить 1-10 мг на літр.

## Відомі випадки отруєння
Відомі численні випадки отруєння талієм. Талій часто використовувався для вбивств і отримав назву «Отрута отруйників» (The Poisoner's Poison) і «Пудра спадкоємців» (Inheritance Powder) (як і миш'як).

### «Талієве божевілля» в Австралії
На початку 1950-х років в Австралії був високий рівень вбивств або замахів на вбивства за допомогою талію. У той час огляду постійної присутності щурів у переповнених міських кварталах (особливо в Сіднеї) та ефективності талію як щурячої отрути, сульфат талію був доступний в Новому Південному Уельсі у вигляді комерційного бренду — щурячої отрути «Таллрат» (Thall-rat).
У вересні 1952 року домогосподарка і мати двох дітей Івонна Гледіс Флетчер з Ньютона (внутрішнього району Сіднея) була звинувачена у вбивстві свого першого чоловіка Десмонда Батлера (помер в 1948) і другого чоловіка Бертранда «Блюї» Флетчера за  допомогою талію, отриманого нею з щурячої отрути. У сусідів і друзів Флетчера виникли підозри після того, як він помер від хвороби з тими ж симптомами, що і її перший чоловік. Під час слідства була проведена ексгумація та обстеження тіла Флетчера, яке ясно показало наявність талія в останках покійного, що призвело до звинувачення Івонн Флетчер. Суд засудив її до смерті, але згодом міра покарання була змінена на довічне ув'язнення, після того, як уряд штату Новий Південний Уельс скасував смертну кару. Івонна Флетчер була звільнена в 1964 році. Її справа стала першою в Австралії за звинуваченням у вбивстві за допомогою отруєння талієм. Також справа Флетчер отримала особливу відомість у зв'язку з тим, що один із задіяних у ній детективів Фред Крейг (Fred Krahe) згодом підозрювався у близькій співпраці з сіднейської організованою злочинністю і імовірно був винен у зникненні соціальної активістки Хуаніти Нельсон.

### Справа Тамари Іванютіної
У 1987 році, кілька учнів і працівників школи № 16 Мінського району Києва опинилися в лікарні. Двоє дітей та двоє дорослих померли. При розслідуванні виявилося, що Тамара Іванютіна, шкільна посудомийка, її батьки і сестра, смертельно отруїли як мінімум 13 чоловік розчином Клерічі, який отримали від знайомої, яка  працювала в геологічному інституті. Тамара була розстріляна, батьки з сестрою були засуджені на тривалий термін ув'язнення.